# Научно-популярная библиотека школьника
Научно-популярная библиотека школьника (НПБШ) — межиздательская научно-популярная книжная серия, предназначенная для среднего и старшего школьного возраста с целью профессиональной ориентации. Выходила с 1985 по 1995 в следующих специализированных издательствах Москвы и Ленинграда:
- Агропромиздат
- Гидрометеоиздат
- Легпромбытиздат
- «Лесная промышленность»
- «Машиностроение»
- «Металлургия»
- «Недра»
- «Пищевая промышленность»
- «Радио и связь»
- Стройиздат
- «Судостроение»
- «Транспорт»
- «Химия»
- Энергоатомиздат

Формат книги: 84x108/32 (~130х205 мм); бумажная обложка.

## Книги серии

### 1985
- Дадыкин В. В. В самых северных субтропиках. — М.: Агропромиздат, 1985. — 160 с. — (Научно-популярная библиотека школьника).
- Ляликов А. П., Саруханов В. А. Корабли, автоматы, роботы. — Л.: Судостроение, 1985. — 104 с. — (Научно-популярная библиотека школьника).
- Мезенин Н. А. Занимательно о железе. — 3-е изд. — М.: Металлургия, 1985. — 175 с. — (Научно-популярная библиотека школьника). — 90 000 экз.
- Несмеянов А. Н. Прошлое и настоящее радиохимии. — Л.: «Химия», 1985. — 167 с. — (Научно-популярная библиотека школьника). — 73 000 экз.

- Розен Б. Я. Соперники нефти и бензина. — М.: Недра, 1985. — 112 с. — (Научно-популярная библиотека школьника). — 44 000 экз.

### 1986
- Абрамов А. И. Измерение «неизмеримого». — 4-е изд. — М.: Энергоатомиздат, 1986. — 207 с. — (Научно-популярная библиотека школьника). — 50 000 экз.
- Астапенко П. Д. Вопросы о погоде: (Что мы о ней знаем и чего не знаем). — 2-е изд. — Л.: Гидрометеоиздат, 1986. — 392 с. — (Научно-популярная библиотека школьника). — 215 000 экз.
- Брук М. С. Земля на ладони. — М.: Агропромиздат, 1986. — 173 с. — (Научно-популярная библиотека школьника).
- Головкин Б. Н. О чем говорят названия растений. — М.: Агропромиздат, 1986. — 160 с. — (Научно-популярная библиотека школьника). — 110 000 экз.
- Клюкин И. И. Удивительный мир звука. — 2-е изд. — Л.: Судостроение, 1986. — 168 с. — (Научно-популярная библиотека школьника). — 76 000 экз.
- Короткий Р. М. Рудники Нептуна. — Л.: Судостроение, 1986. — 151 с. — (Научно-популярная библиотека школьника). — 60 000 экз.
- Меньчуков А. Е. В мире ориентиров. — 6-е изд. — М.: Недра, 1986. — 269 с. — (Научно-популярная библиотека школьника).
- Меркулов, А. П. Что могут роботы. — М.: Машиностроение, 1986. — 190 с. — (Научно-популярная библиотека школьника).
- Ольгин О. М. Опыты без взрывов. — М.: Химия, 1986. — 192 с. — (Научно-популярная библиотека школьника). — 270 000 экз.
- Попова С. Н. Аэрофлот от А до Я. — М.: Транспорт, 1986. — 184 с. — (Научно-популярная библиотека школьника).
- Розен Б. Я. Чудесный мир бумаги / под ред. Ю. Н. Непенина. — 2-е изд. — М.: Лесная промышленность, 1986. — 124 с. — (Научно-популярная библиотека школьника). — 50 000 экз.
- Федотов Я. А. Инженер электронной техники. — 2-е изд. — М.: Радио и связь, 1986. — 79 с. — (Научно-популярная библиотека школьника). — 70 000 экз.
- Ямпольский Е. М. Моя профессия - строитель. — М.: Стройиздат, 1986. — 160 с. — (Научно-популярная библиотека школьника).

### 1987
- Абчук В. А. В мире управляющих машин. — Л.: Машиностроение, 1987. — 190 с. — (Научно-популярная библиотека школьника). — 20 000 экз.
- Александров В. В., Шнейдеров В. С. Рисунок, чертеж, картина на ЭВМ. — Л.: Машиностроение, 1987. — 124 с. — (Научно-популярная библиотека школьника). — 30 000 экз.
- Артамонов В. И. Зеленая лаборатория планеты. — М.: Агропромиздат, 1987. — 141 с. — (Научно-популярная библиотека школьника). — 50 000 экз.
- Астапенко П. Д. Вопросы о погоде: (Что мы о ней знаем и чего не знаем). — 3-е изд. — Л.: Гидрометеоиздат, 1987. — 392 с. — (Научно-популярная библиотека школьника). — 150 000 экз.

- Балаян В. М., Короткий Р. М. Химический язык насекомых. — 2-е изд. — М.: Агропромиздат, 1987. — 138 с. — (Научно-популярная библиотека школьника). — 60 000 экз.
- Виноградов А. К. Как пополнить кладовые Нептуна. — 2-е изд. — М.: Агропромиздат, 1987. — 191 с. — (Научно-популярная библиотека школьника). — 50 000 экз.
- Глазычев В. Л. О нашем жилище. — М.: Стройиздат, 1987. — 175 с. — (Научно-популярная библиотека школьника). — 60 000 экз.
- Гойхман О. Я. Рассказы о службе быта. — М.: Легпромбытиздат, 1987. — 157 с. — (Научно-популярная библиотека школьника).
- Гордин А. Б. Занимательная кибернетика. — М.: Радио и связь, 1987. — 224 с. — (Научно-популярная библиотека школьника).
- Громов А. Е. Скульптор-модельщик. — Л.: Стройиздат, 1987. — 158 с. — (Научно-популярная библиотека школьника). — 40 000 экз.
- Комский Д. М., Игошев Б. М. Игротека автоматов. — М.: Энергоатомиздат, 1987. — 224 с. — (Научно-популярная библиотека школьника).
- Куприн А. М. Слово о карте. — М.: Недра, 1987. — 143 с. — (Научно-популярная библиотека школьника). — 128 000 экз.

- Лазаров Д. Л. Электрон и химические процессы. — Л.: Химия, 1987. — 128 с. — (Научно-популярная библиотека школьника). — 150 000 экз.
- Леенсон И. А. Чет или нечет? Занимательные очерки по химии. — Л.: Химия, 1987. — 175 с. — (Научно-популярная библиотека школьника). — 50 000 экз.
- Новиков Э. А. Планета загадок. — М.: Недра, 1987. — 240 с. — (Научно-популярная библиотека школьника). — 1 000 000 экз.
- Сорокин В. В., Злотников Э. Г. Как ты знаешь химию?. — Л.: Химия, 1987. — 256 с. — (Научно-популярная библиотека школьника). — 120 000 экз.
- Черняк В. З. Строительные уроки русских мастеров. — М.: Стройиздат, 1987. — 190 с. — (Научно-популярная библиотека школьника). — 60 000 экз.
- Шурыгин Д. А. Автоматика завоевывает текстиль. — М.: Легпромбытиздат, 1987. — 160 с. — (Научно-популярная библиотека школьника).
- Ядерная и термоядерная энергетика будущего. — М.: Энергоатомиздат, 1987. — 192 с. — (Научно-популярная библиотека школьника).
- Ясаманов Н. А. Современная геология. — М.: Недра, 1987. — 192 с. — (Научно-популярная библиотека школьника). — 80 600 экз. (обл.)

### 1988
- Александров В. В., Арсентьев В. Н., Арсентьева А. В. Что может ЭВМ? — Л.: Машиностроение, 1988. — 124 с. — (Научно-популярная библиотека школьника). — 200 000 экз.
- Гойхман О. Я. Путешествие в страну услуг. — М.: Легпромбытиздат, 1988. — 125 с. — (Научно-популярная библиотека школьника). — ISBN 5-7088-0309-6.
- Карцев В. П. Магнит за три тысячелетия. — 4-е изд. — М.: Энергоатомиздат, 1988. — 190 с. — (Научно-популярная библиотека школьника). — 60 000 экз. — ISBN 5-283-02929-8.
- Кричко В. А. Архитектурные современники из прошлого. — М.: Стройиздат, 1988. — 160 с. — (Научно-популярная библиотека школьника). — 85 000 экз. — ISBN 5-274-00206-4.
- Либерштейн И. И. Зеленый пожар. — 2-е изд. — М.: Агропромиздат, 1988. — 158 с. — (Научно-популярная библиотека школьника). — 11 600 экз. — ISBN 5-10-000084-8.
- Маркуша А. М. Человек летающий. — М.: Транспорт, 1988. — 207 с. — (Научно-популярная библиотека школьника).
- Мацкевич В. В. Занимательная анатомия роботов. — 2-е изд. — М.: Радио и связь, 1988. — 128 с. — (Научно-популярная библиотека школьника). — ISBN 5-256-00037-3.
- Никеров В. А. Электронные пучки за работой. — М.: Энергоатомиздат, 1988. — 128 с. — (Научно-популярная библиотека школьника). — 50 000 экз. — ISBN 5-283-03919-6.
- Сидоренко Н. В., Сидоренко В. В. Радиоволны над океаном. — Л.: Судостроение, 1988. — 207 с. — (Научно-популярная библиотека школьника). — 50 000 экз. — ISBN 5-7355-0008-2.
- Тарасов Л. В. Знакомьтесь — лазеры! — М.: Радио и связь, 1988. — 192 с. — (Научно-популярная библиотека школьника). — 50 000 экз. — ISBN 5-256-00131-0.
- Хребтов А. А., Корякин В. И., Кошкарев В. Н. Курс в океане. — М.: Судостроение, 1988. — 176 с. — (Научно-популярная библиотека школьника). — ISBN 5-7355-0010-4.
- Шапиро Л. С. Самые нелегкие пути к Нептуну. — Л.: Судостроение, 1988. — 176 с. — (Научно-популярная библиотека школьника). — 70 000 экз.
- Шеклеин А. В. Фотографический калейдоскоп. — М.: Химия, 1988. — 191 с. — (Научно-популярная библиотека школьника). — 215 000 экз. — ISBN 5-7245-0124-4.

### 1989
- Александров В. В., Алексеев А. И., Семенков А. И. ЭВМ: игра и творчество. — Л.: Машиностроение, 1989. — 128 с. — (Научно-популярная библиотека школьника). — 50 000 экз. — ISBN 5-217-00698-6.
- Бродянский В. М. Вечный двигатель — прежде и теперь. — М.: Энергоатомиздат, 1989. — 256 с. — (Научно-популярная библиотека школьника). — 65 000 экз. — ISBN 5-283-00058-3.

- Буреев Л. Н., Дудко А. Л., Захаров В. Н. Простейшая микро-ЭВМ: Проектирование. Наладка. Использование. — М.: Энергоатомиздат, 1989. — 216 с. — (Научно-популярная библиотека школьника). — 160 000 экз. — ISBN 5-283-01482-7.
- Грановский Т. С. Удивительная специальность — ткачество. — М.: Легпромбытиздат, 1989. — 76 с. — (Научно-популярная библиотека школьника). — 10 000 экз. — ISBN 5-7088-0146-8.
- Ковалев Ю. Н. От амфоры до тетрапака. — 2-е изд. — М.: Агропромиздат, 1989. — 206 с. — (Научно-популярная библиотека школьника). — 46 500 экз. — ISBN 5-10-001295-1.
- Коробков В. И., Прытков В. Г. Роботы и одежда. — М.: Легпромбытиздат, 1989. — 128 с. — (Научно-популярная библиотека школьника). — ISBN 5-7088-0140-9.
- Лебединский В. И., Кириченко Л. П. Книга о камне / Оформление художника И. А. Слюсарева. — М.: Недра, 1989. — 192 с. — (Научно-популярная библиотека школьника). — 50 000 экз. — ISBN 5-247-00175-3.
- Ляликов А. П., Саруханов В. А. Чего не может ЭВМ? — Л.: Машиностроение, 1989. — 176 с. — (Научно-популярная библиотека школьника). — 25 000 экз. — ISBN 5-217-00648-X.
- Надежин Б. М. Архитектура мостов. — М.: Стройиздат, 1989. — 94 с. — (Научно-популярная библиотека школьника). — ISBN 5-274-00596-9.
- Решетников В. Н., Сотников А. Н. Информатика - что это? — М.: Радио и связь, 1989. — 112 с. — (Научно-популярная библиотека школьника). — ISBN 5-256-00185-X.
- Скорняков Б. М. «Зелёная» родословная. История возникновения сельскохозяйственных культур. — 2-е изд. — М.: Агропромиздат, 1989. — 169 с. — (Научно-популярная библиотека школьника). — 114 000 экз. — ISBN 5-10-001741-4.
- Скубко Р. А., Мордвинов Б. Г. Спутник у штурвала. — Л.: Судостроение, 1989. — 208 с. — (Научно-популярная библиотека школьника). — 15 700 экз. — ISBN 5-7355-0216-6.
- Спиридонов А. А. В служеньи ремеслу и музам. — 2-е изд. — М.: Металлургия, 1989. — 176 с. — (Научно-популярная библиотека школьника). — 50 000 экз. — ISBN 5-229-00355-3.
- Федоров Б. Ф., Цибулькин Л. М. Голография. — М.: Радио и связь, 1989. — 144 с. — (Научно-популярная библиотека школьника). — ISBN 5-256-00229-5.
- Цыркин Е. Б., Олегов С. Н. О нефти и газе без формул. — М.: Химия, 1989. — 160 с. — (Научно-популярная библиотека школьника). — 50 000 экз. — ISBN 5-7245-0352-2.
- Шеклеин А. В. Фотографический калейдоскоп. — 2-е изд. — М.: Химия, 1989. — 191 с. — (Научно-популярная библиотека школьника). — 85 000 экз. — ISBN 5-7245-0589-4.

### 1990
- Александров В. В., Горский Н. Д. ЭВМ видит мир. — Л.: Машиностроение, 1990. — 140 с. — (Научно-популярная библиотека школьника). — ISBN 5-217-00611-0.
- Богорад А. А. Хочу быть монтажником. — М.: Стройиздат, 1990. — 208 с. — (Научно-популярная библиотека школьника). — 59 700 экз. — ISBN 5-274-00946-8.
- Егоров Ю. Н., Голубев Н. Л. Уроки робототехники. — М.: Радио и связь, 1990. — 152 с. — (Научно-популярная библиотека школьника). — 20 000 экз. — ISBN 5-256-00297-X.
- Маркуша А. М. Вам взлёт! — М.: Транспорт, 1990. — 176 с. — (Научно-популярная библиотека школьника). — 75 000 экз. — ISBN 5-277-00743-1.
- Матвеев Л. В., Рудик А. П. Почти все о ядерном реакторе. — М.: Энергоатомиздат, 1990. — 239 с. — (Научно-популярная библиотека школьника). — 50 000 экз. — ISBN 5-283-03864-5.
- Неелов В. И. Рассказы о ткачестве. — 2-е изд. — М.: Легпромбытиздат, 1990. — 160 с. — (Научно-популярная библиотека школьника). — ISBN 5-7088-0352-5.
- Оноприенко В. И. Геологи на Крайнем Севере. — М.: Недра, 1990. — 137 с. — (Научно-популярная библиотека школьника). — 52 400 экз. — ISBN 5-247-00604-6.
- Целлар Каталина. Архитектура страны фараонов: Жилище живых, усопших и богов. — М.: Стройиздат, 1990. — 160 с. — (Научно-популярная библиотека школьника). — 100 000 экз.
- Чарноцкая Л. П. Железная дорога от А до Я. — М.: Транспорт, 1990. — 207 с. — (Научно-популярная библиотека школьника). — 50 000 экз. — ISBN 5-277-00566-8.

### 1991
- Ангаров Э. И. Тряпки, и не только они.... — 2-е изд. — М.: Легпромбытиздат, 1991. — 171 с. — (Научно-популярная библиотека школьника). — ISBN 5-7088-0254-5.
- Бурдаков В. П., Данилов, Ю. И. Ракеты будущего. — 2-е изд. — М.: Энергоатомиздат, 1991. — 174 с. — (Научно-популярная библиотека школьника). — 24 000 экз. — ISBN 5-283-03883-1.
- Войлошников В. Д., Войлошникова Н. А. Книга о полезных ископаемых. — М.: Недра, 1991. — 172 с. — (Научно-популярная библиотека школьника). — ISBN 5-247-00547-3.
- Дементьев Л. Ф., Шурубор, Ю. В. Зачем геологу-нефтянику математика и компьютеры. — М.: Недра, 1991. — 127 с. — (Научно-популярная библиотека школьника). — ISBN 5-247-01699-8.
- Комиссаров О. Ю., Скирута М. А. Одежда и компьютер. — М.: Легпромбытиздат, 1991. — 205 с. — (Научно-популярная библиотека школьника). — ISBN 5-7088-0433-5.
- Кочетов В. А. Римский бетон. (Из истории строительства и строительной техники Древнего Рима). — М.: Стройиздат, 1991. — 108 с. — (Научно-популярная библиотека школьника). — 32 000 экз. — ISBN 5-274-00044-4.
- Куприн А. М. Лик Земли. — М.: Недра, 1991. — 112 с. — (Научно-популярная библиотека школьника). — ISBN 5-247-02327-7.
- Меркулов А. П. Что могут роботы. — 2-е изд. — М.: Машиностроение, 1991. — 192 с. — (Научно-популярная библиотека школьника). — ISBN 5-217-00606-4.
- Хлебович В. В. Агрозоология / Ред. О. Л. Лисицына. — М.: Агропромиздат, 1991. — 171 с. — (Научно-популярная библиотека школьника). — 37 000 экз. — ISBN 5-10-001503-9.
- Щербаченко М. Л. Что может зодчий?. — М.: Стройиздат, 1991. — 102 с. — (Научно-популярная библиотека школьника). — ISBN 5-274-00660-4.

### 1992
- Гимельштейн Л. Я. Многоликий мир шахты. — М.: Недра, 1992. — 96 с. — (Научно-популярная библиотека школьника). — 1480 экз. — ISBN 5-247-01846-X.
- Поддубная Л. М., Шаньгин В. Ф. Мне нравится Паскаль. — М.: Радио и связь, 1992. — 160 с. — (Научно-популярная библиотека школьника). — ISBN 5-256-00636-3.

### 1993
- Зимон А. Д. Аэрозоли, или Джинн, вырвавшийся из бутылки. — М.: Химия, 1993. — 208 с. — (Научно-популярная библиотека школьника). — 8000 экз. — ISBN 5-7245-0581-9.
- Сорокин В. В., Свитанько И. В., Сычев Ю. Н., Чуранов С. С. Современная химия в задачах международных олимпиад. — М.: Химия, 1993. — 288 с. — (Научно-популярная библиотека школьника). — ISBN 5-7245-0655-6.
- Черняк В. З. Занимательно о строительстве. — М.: Стройиздат, 1993. — 309 с. — (Научно-популярная библиотека школьника). — ISBN 5-274-01752-5.

### 1994
- Лидин Р. А., Молочко В. А. Химия для абитуриентов. От средней школы к вузу.. — М.: Химия, 1994. — 256 с. — (Научно-популярная библиотека школьника). — 50 000 экз. — ISBN 5-7245-0863-X.
- Степин Б. Д., Аликберова Л. Ю. Книга по химии для домашнего чтения. — М.: Химия, 1994. — 398 с. — (Научно-популярная библиотека школьника). — ISBN 5-7245-0708-0.
- Шеклеин А. В. Фотографический калейдоскоп. — 5-е изд. — М.: Химия, 1994. — 189 с. — (Научно-популярная библиотека школьника). — ISBN 5-7245-1009-X.

### 1995
- Бродянский В. М. От твердой воды до жидкого гелия. История холода. — М.: Энергоатомиздат, 1995. — 333 с. — (Научно-популярная библиотека школьника). — 2500 экз. — ISBN 5-283-00176-8.
- Степин Б. Д., Аликберова Л. Ю. Книга по химии для домашнего чтения. — 2-е изд. — М.: Химия, 1995. — 398 с. — (Научно-популярная библиотека школьника). — ISBN 5-7245-1055-3.